# 紀元前477年
紀元前477年（きげんぜん477ねん）は、ローマ暦の年である。
当時は、「プルウィッルスとラナトゥスが共和政ローマ執政官に就任した最初の年」として知られていた（もしくは、それほど使われてはいないが、ローマ建国紀元277年）。紀年法として西暦（キリスト紀元）がヨーロッパで広く普及した中世時代初期以降、この年は紀元前477年と表記されるのが一般的となった。

## 他の紀年法
- 干支 : 甲子
- 日本
  - 皇紀184年
  - 懿徳天皇34年
- 中国
  - 周 - 敬王43年
  - 魯 - 哀公18年
  - 斉 - 平公4年
  - 晋 - 定公35年
  - 秦 - 悼公14年
  - 楚 - 恵王12年
  - 宋 - 景公40年
  - 衛 - 衛君起元年
  - 蔡 - 成侯14年
  - 鄭 - 声公24年
  - 燕 - 孝公16年
  - 呉 - 夫差19年
- 朝鮮
  - 檀紀1857年
- ベトナム :
- 仏滅紀元 : 68年
- ユダヤ暦 : 3284年 - 3285年

## できごと

### ギリシア
- スパルタの共同支配者レオテュキデスとアテナイの指導者テミストクレスは、ギリシア北部を奪回するための海軍及び陸軍を率い、アケメネス朝ペルシアを支援していた貴族のアレウアス家を罰した。レオテュキデスはテッサリアでの作戦において賄賂を受けたとして捕まった。
- エーゲ海周辺のギリシアの港湾都市は、これ以上スパルタの支配下に置かれることを望まず、デロス島はアリステイデスを通じてアテナイに忠誠を誓った。これらの都市は、キモンを指揮官としてデロス同盟を結成した。

### 共和政ローマ
- クレメラ川の要塞に駐留する共和政ローマ軍は、クレメラ川の戦いでウェイイに敗れた。

### 中国
- 宋で皇瑗が殺害された。
- 巴人が楚に侵入して、鄾を包囲した。
- 衛の石圃が衛君起を追放して、起は斉に逃れた。出公が斉から帰国して復位した。